# Відносини Німеччини та Перу
Відносини між Німеччиною та Перу є двосторонніми відносинами між цими країнами. Як їх описує Міністерство закордонних справ Німеччини, відносини є «тісними та дружніми». Співпраця між Німеччиною та Перу відбувається як на двосторонньому, так і на багатосторонньому рівнях.

## Історія
Першим німцем, який прибув до Перу, був конкістадор із Нюрнберга Бартоломе Флорес. Він прибув до Перу у 1537 році і брав участь у придушенні повстання інків іспанцями. У XVIII столітті віце-королівство Перу відвідали німецькі єзуїти, які опублікували подорожні замітки. У 1890 році Фюрхтеготт Леберехт фон Норденфліхт прибув до Перу, де очолив німецьку гірничу комісію, яка мала реформувати гірництво та металургію в Перу. Однак його робота була ускладнена корупцією влади і все закінчилося у 1811 році. Через дев'ять років Клеменс фон Альтаус був захоплений військами південноамериканського борця за свободу генерала Хосе де Сан-Мартіна і пізніше фон Альтаус став сам генералом в армії Перу.
З 1849 року за законом, прийнятим Рамоном Кастильо, дозволено імміграцію німців до Перу, і в 1856 році німецьким колоністам було надано дозвіл оселитися в амазонському регіоні Перу. У 1859 році Куно Даміан фон Шютц-Гольцхаузен заснував колонію в Позузо. Після важкої подорожі тут оселилися 150 тирольців, рейнландців та баварців. Хоча німецькі сільськогосподарські колонії не були дуже успішними, німецькі іммігранти незабаром зайняли важливе місце у торгівлі та виробництві. Наприклад, сім'я Гільдемайстерів, яка іммігрувала з Бремена, домінувала у торгівлі цукром. Більшість німецьких іммігрантів були неодруженими чоловіками, які часто одружувалися з перуанськими сім'ями і з часом асимілювалися з іспаномовною більшістю суспільства. У 1870 році Теодор фон Бунзен був призначений генеральним консулом Північно-Німецького союзу, а пізніше Німецької імперії в Перу, яка була заснована невдовзі після цього. У 1872 році в Лімі була заснована німецька школа.

### XX століття
У 1917 році Перу розірвало дипломатичні відносини з Німеччиною під час Першої світової війни під тиском Антанти та Сполучених Штатів. Відносини були відновлені після війни у 1921 році. Після приходу до влади Адольфа Гітлера деякі німецькі євреї емігрували до Перу, зокрема адвокат Міхаель Зігель. Під час Другої світової війни Перу довго залишався нейтральним і розірвав дипломатичні відносини з нацистською Німеччиною аж у січні 1942 року після вступу Сполучених Штатів у війну. В результаті цього німецькі активи в країні були конфісковані. Незадовго до закінчення війни Перу оголосило війну Німеччині у лютому 1945 року, хоча це мало лише символічне значення.
Федеративна Республіка Німеччина (ФРН) відкрила посольство в Лімі у 1952 році. Націоналізація німецьких фізичних осіб та компаній у Перу була скасована два роки потому урядовим указом. Двосторонні відносини були поглиблені у 1960-х роках, і Генріх Любке, президент ФРН, відвідав Перу у 1964 році. Через два роки було укладено культурну угоду, а німецько-перуанська торгово-промислова палата була створена у 1968 році.

### Відносини зі Східною Німеччиною (1972—1990)
Відносини між Східною Німеччиною та Перу були офіційно встановлені з підписанням договору 28 грудня 1972 року представниками Перу та Німецької Демократичної Республіки (НДР) внаслідок завершення доктрини Гальштейна. Це також збіглося з президентством Хуана Веласко Альварадо після успішного державного перевороту в 1968 році. Після встановлення відносин делегація зі Східної Німеччини на чолі з віцеміністром міжнародних економічних справ Фрідманом Клаусніцером здійснила офіційний візит до Ліми з 6 по 10 лютого 1973 року. Метою візиту було сприяння двосторонній торгівлі. Уряд Східної Німеччини пізніше відкрив посольство в Лімі.
Через рік обидві країни підписали свій перший договір 27 травня 1974 року. Договір стосувався обміну технологіями та науковими знаннями, включаючи кваліфікований персонал. Також був підписаний протокол, який передбачав 20 стипендій для перуанських студентів на 1974 та 1975 роки, а також торгову угоду. 21 серпня було підписано договір співпрацю у сфері риболовлі у Східному Берліні. 30 квітня 1975 року було підписано дві угоди: перша стосувалася створення підприємств Східної Німеччини в Перу і була підписана під час офіційного візиту міністра торгівлі Луїса Аріаса Граціані, який відбувся з 27 квітня по 1 травня. Друга угода була торговою угодою.
29 вересня було підписано угоду про культурну співпрацю, а з 23 по 25 жовтня в місті Ліма відбулося засідання спільного комітету Перу–НДР під головуванням перуанського міністра торгівлі Феліпе Естремадойро та східнонімецького віце-міністра торгівлі Герда Мьонкемайєра. Друге засідання комітету відбулося з 30 листопада по 2 грудня 1981 року під головуванням перуанського посла Губерта Віланда та доктора Вернера Хенольда. Під час зустрічі економічне співробітництво оцінили у 10 мільйонів доларів США. 11 червня 1982 року Банко де ла Насьйон підписав кредитну угоду з Deutsche Außenhandelsbank Східної Німеччини.
14 червня 1988 року було підписано остаточне комюніке в результаті зустрічі, що відбулася в Берліні, між президентом Інституту зовнішньої торгівлі Перу доктором Енріке Корнехо та міністром зовнішньої торгівлі доктором Герхардом Байлем. 24 квітня 1990 року було створено виконавчу програму культурної співпраці. 3 жовтня було оголошено про об'єднання Західної та Східної Німеччини, а перуанське міністерство закордонних справ отримало ноту 17 жовтня, визнаючи договір, підписаний 31 серпня.

### Зносини з 1990 року
Після возз'єднання Німеччини в листопаді 2001 року Перу перенесло своє посольство з Бонна до Берліна

## Економічний обмін
Обидві країни встановили тісні економічні зв'язки, а з 2011 року діє угода про вільну торгівлю між Перу та Європейським Союзом, яка набрала чинності у 2013 році. Обсяг двосторонньої торгівлі між Німеччиною та Перу у 2021 році становив 2,2 мільярда доларів. Німеччина в основному експортує хімічні та фармацевтичні продукти, а також промислові товари, такі як автомобілі, автозапчастини та машини. У відповідь Німеччина імпортує переважно сировину (мідь, золото, цинк) та продукти харчування (каву, какао та банани). Серед найважливіших німецьких прямих інвестицій в Перу є аеропорт Ліма, частинами акцій якого володіє Fraport AG.
Німеччина надає економічну допомогу та технічну підтримку Перу. Спільне партнерство спрямоване на навколишнє середовище, хороше управління та сталий міський розвиток, для того, щоб допомогти Перу наблизитися до стандартів ОЕСР.

## Візити на високому рівні
Візити високого рівня німецьких представників до Перу
- Міністр Луїс Аріас Грасіані (1975 рік)
- Міністр Енріке Корнехо (1988 рік)
- Президент Алехандро Толедо (2003 рік)
- Перша леді Еліане Карп (2004 рік)
- Міністр Ернан Гаррідо Лекка (2007 рік)
- Міністр Хосе Антоніо Гарсія Белаунде (2007 рік)
- Президент DEVIDA Ромуло Пісарро (2007 рік)
- Міністр Педро Катеріано (2015 рік)

## Culture and education
Існує безліч культурних контактів між Перу та Німеччиною. У Позусо знаходиться німецько-австрійська колонія в Андах, де збереглися багато звичаїв та аспектів німецької культури. З 2015 року все більше німецьких менонітів із Мексики та Белізу засновують нові колонії в Перу. У Лімі діє Інститут Гете, а в Арекіпі — Німецько-Перуанський культурний інститут.
У сфері освіти є тісні контакти та численні двосторонні університетські співпраці. Німецька академічна обмінна служба активно працює в країні, і у 2019 році майже 1400 перуанців навчались у німецьких університетах. У країні функціонують три німецькі школи та понад 20 шкіл з німецькою мовою як факультативом. Майже 18 500 перуанців вивчають німецьку мову як іноземну.

## Дипломатичні представництва
- Німецька посольство знаходиться в Лімі.
- Перуанське посольство знаходиться в Берліні. Також діють генеральні консульства у Франкфурті, Гамбурзі та Мюнхені.

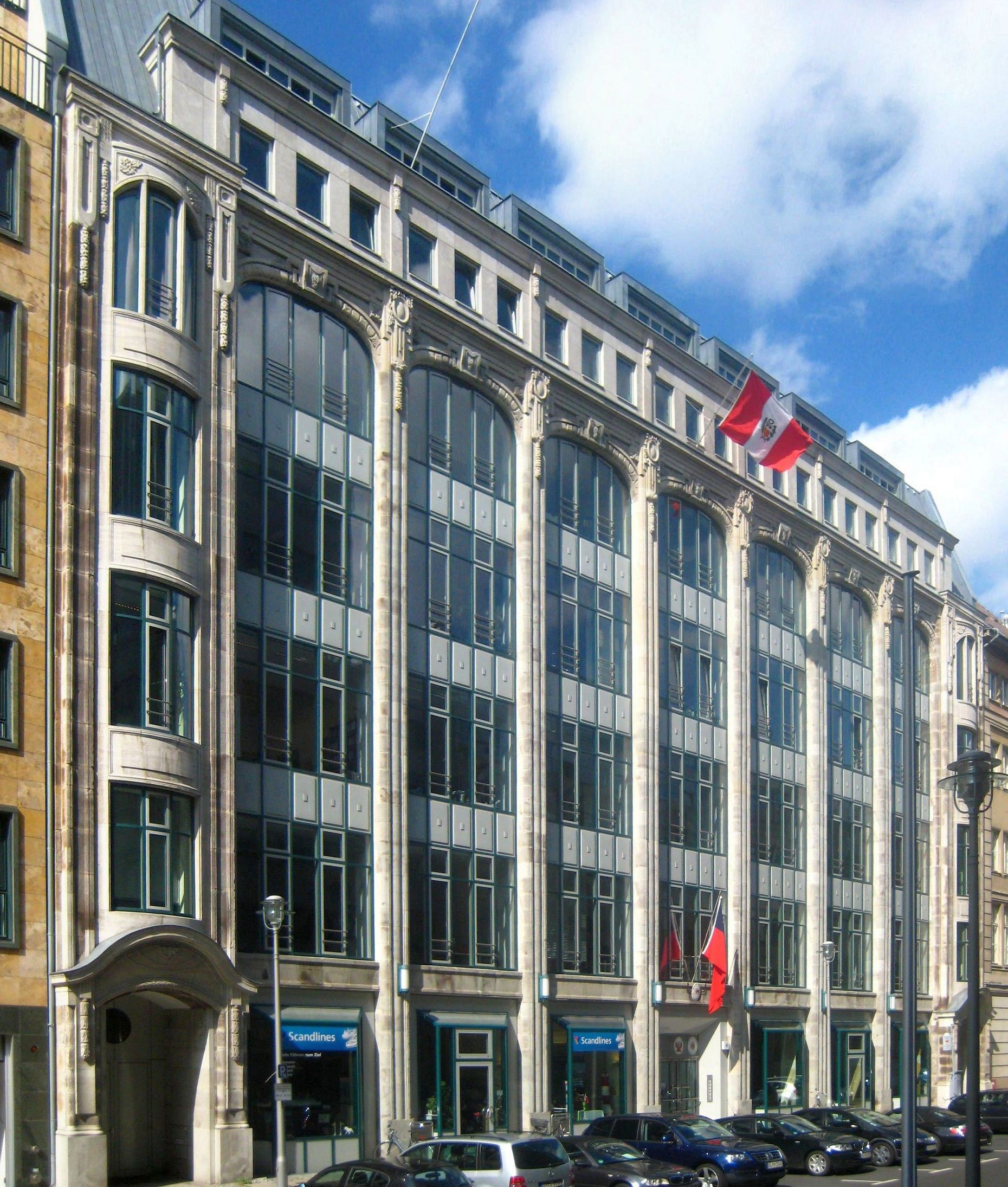
Посольство Перу в Берліні

## Зовнішні поклики
- Інформація МЗС Німеччини про відносини з Перу
- Німецько-перуанське товариство